# Aqsri (Agadir Ida-Outanane)
Aqsri é uma comuna Marroquina localizada no sul do país, com uma área de 187 km² e 3.333 habitantes em 2024.  Administrativamente pertence a região de Suz-Massa, prefeitura de Agadir-Ida ou Tanane e circulo de Agadir Atlantique.

## Geografia
A comuna esta localizada a 47 km de Agadir, sendo o seu relevo predominante montanhoso.

## História
A comuna foi criada em 1982.

## Demografia
Em 2024 a população da comuna era de 3.333 habitantes.

### Crescimento demográfico
O crescimento demográfico da comuna ao longo dos anos é a seguinte:
| 2024  | 2014  | 2004  | 1994  |
| ----- | ----- | ----- | ----- |
| 3.333 | 4.128 | 4.873 | 5.092 |